# Pomphorhynchus dubious
Pomphorhynchus dubious är en hakmaskart som beskrevs av Kaw 1941. Pomphorhynchus dubious ingår i släktet Pomphorhynchus och familjen Pomphorhynchidae. Inga underarter finns listade i Catalogue of Life.